# Pain espagnol

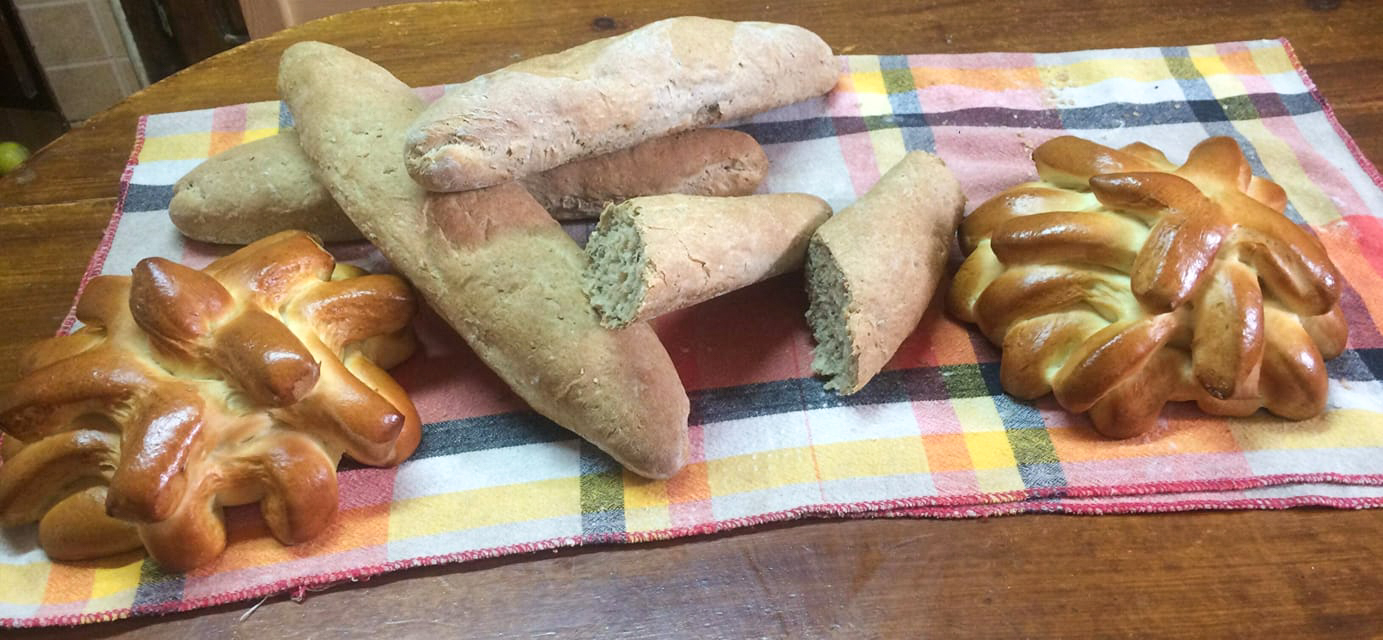
Pain espagnol (a la izquierda y a la derecha) y pain de seigle (centro)

El pain espagnol (‘pan español’, en árabe خبز اسباني jubz isbani) es una variedad de pan tradicional de Argelia y el norte de Marruecos, que tiene una característica forma de caracol. Se trata de una receta antigua y ya apenas conocida, que deriva del pan candeal español, de ahí su nombre. Al contrario del llamado pain français, contiene una menor proporción de agua. El pan se fermenta levemente y se hornea hasta adoptar su característica corteza dorada y brillante, y miga compacta de color blanco crema.
El pain espagnol es una de las recetas incorporadas al recetario nacional argelino que tienen origen en los pieds-noirs, inmigrantes cristianos europeos (españoles y franceses principalmente) que se instalaron en Orán, Argel y otras ciudades del litoral magrebí a partir del siglo XIX. Otras recetas provenientes de los pieds-noirs españoles son las migas argelinas (de las migas españolas), las cocas argelinas (de las cocas catalanas), los mantecados, las calenticas o los «toraícos». También se importaron licores tradicionales del Mediterráneo norte, como el anís (a pesar de la prohibición musulmana de consumir alcohol, véase ḥarām), y en la actualidad en el Magreb se fabrica una versión local llamada anisette Cristal.

## Preparación
En la actualidad, la receta de pain espagnol argelino difiere bastante del original pan español, ya que se prepara con una masa enriquecida (es decir, añadiendo leche, huevos y mantequilla). Por lo tanto, equivale a una masa de brioche vienés. En cambio, el pan candeal se «soba» o «brega», es decir se ‘aprieta’ hasta obtener una masa dura y cohesionada. Ambos procedimientos resultan en panes de miga apretada y esponjosa, y una corteza gruesa y dorada.
Para preparar el pain espagnol argelino, se mezclan harina de trigo, agua, levadura, mantequilla, leche, huevos, sal y poca azúcar. Se amasan hasta integrarse, se deja reposar y se desgasifica. Para darle la curiosa forma de flor a la masa, se alarga formando una barra fina y muy larga, y se le dan pequeños cortes perpendiculares que no llegan a dividirla (como flecos de una alfombra), para acto seguido enrollarla sobre sí misma como un caracol. Finalmente se hornea a unos 200 °C por un cuarto de hora.